# Wario Land: The Shake Dimension
Wario Land: The Shake Dimension (in Japan bekannt als Wario Land Shake, jap.: ワリオランドシェイク, Hepburn: Wario Rando Sheiku, in Nordamerika bekannt als Wario Land: Shake It!) ist ein Videospiel, das von Good-Feel entwickelt und von Nintendo exklusiv für die Wii in Japan am 24. Juli 2008, in Nordamerika am 22. September 2008, in Australien am 25. September 2008 und am 26. September 2008 in Europa veröffentlicht wurde. Es ist der Nachfolger von Wario Land 4 und sogleich das erste Spiel der Wario-Land-Serie, das für eine Heimkonsole veröffentlicht wurde. Das Spiel wurde am 7. April 2016 in Europa, am 24. August 2016 in Japan und am 17. November 2016 in Nordamerika im Rahmen des Virtual-Console-Angebots für den Nintendo eShop der Wii U neuveröffentlicht.

## Spielprinzip
Wario Land: The Shake Dimension wird über die Wii-Fernbedienung (ohne Nunchuk) gesteuert. Wenn Wario einen Goldsack findet, muss der Spieler die Fernbedienung schütteln, um an das Geld zu kommen.
Ansonsten ist das Gameplay weitestgehend an den Vorgänger angelehnt. Wario stirbt, wenn seine Energieleiste leer ist. Die Verwandlungen der drei Vorgänger sind jedoch weitestgehend verschwunden. Die Ausnahme ist Feuer-Wario, welcher in mehreren Leveln noch zu finden ist. Im Level Schlidderpiste findet sich zudem noch Schnee-Wario.
Wario muss zum Ende des Level einen Käfig finden und diesen aufbrechen – ähnlich zum Frosch-Schalter in Wario Land 4. Hat er dies getan, beginnt ein Zeitlimit und Wario muss in dieser Zeit wieder zum Eingang zurückkehren, oft über Umwege.

## Rezeption
Wario Land: The Shake Dimension erhielt überwiegend positives Feedback. Das deutschsprachige Onlinemagazin 4Players bewertete das Spiel mit 85 von insgesamt 100 möglichen Punkten und vergab die Marke „Sehr gut“. Auf der Bewertungswebsite Metacritic hält das Spiel – basierend auf 46 Bewertungen – einen Metascore von 78 von 100 möglichen Punkten.